# Eumathes amazonicus
Eumathes amazonicus är en skalbaggsart som beskrevs av Bates 1866. Eumathes amazonicus ingår i släktet Eumathes och familjen långhorningar. Inga underarter finns listade i Catalogue of Life.